# Robert Nyakundi
Robert Nyakundi (Arlington, Texas, 21 de enero de 1991) es un exbaloncestista estadounidense con pasaporte keniano. Con 2,03 metros de estatura, jugaba en la posición de ala-pívot. 

## Trayectoria deportiva

### Universidad
Jugó cuatro temporadas con los Mustangs de la Universidad Metodista del Sur, en las que promedió 11,0 puntos, 4,0 rebotes y 1,0 asistencias por partido. En sus dos últimas campañas fue incluido en el tercer mejor quinteto de la Conference USA.

### Profesional
Tras no ser elegido en el Draft de la NBA de 2012, jugó sus dos primeros años comp profesional en la liga rumana, primero en el CSU Asesoft Ploiești, con el que se proclamó campeón de liga, y al año siguiente en el Steaua de Bucarest, donde promedió 14,3 puntos y 5,3 rebotes por partido.
En junio de 2014 firmó contrato con el Liège Basket de la liga belga, Jugó una temporada como titular, en la que promedió 11,5 puntos y 4,4 rebotes por encuentro.
En octubre de 2015 se comprometió con el Hyères-Toulon Var Basket de la Pro B francesa. En su única temporada promedió 10,1 puntos y 3,3 rebotes por partido.
La temporada siguiente fichó por el Saint-Quentin Basket-Ball, también de la Pro B, equipo con el que disputó una temporada jugando como titular, en la que promedió 10,8 puntos y 4,4 rebotes por encuentro.
En junio de 2017, sin salir de la segunda división francesa, fichó por el Chorale Roanne Basket, promediando en su primera temporada 12,0 puntos y 4,0 rebotes por partido, que le sirvió para renovar por una temporada más.